# Elvir Rahimić
Elvir Rahimić, född 4 april 1976 i Živinice, Jugoslavien, är en bosnisk före detta fotbollsspelare som bland annat spelat för CSKA Moskva.